# مايلز روبنسون (لاعب كريكت)
مايلز روبنسون (13 ديسمبر 1929 في المملكة المتحدة - 28 سبتمبر 2002 في المملكة المتحدة) (بالإنجليزية: Miles Robinson)‏ هو لاعب كريكت بريطاني. لعب مع نادي مقاطعة ساسكس للكركيت ‏.

## وصلات خارجية
- مايلز روبنسون على موقع إي آس بي آن كريك إنفو (الإنجليزية)